# Stephen Cottrell

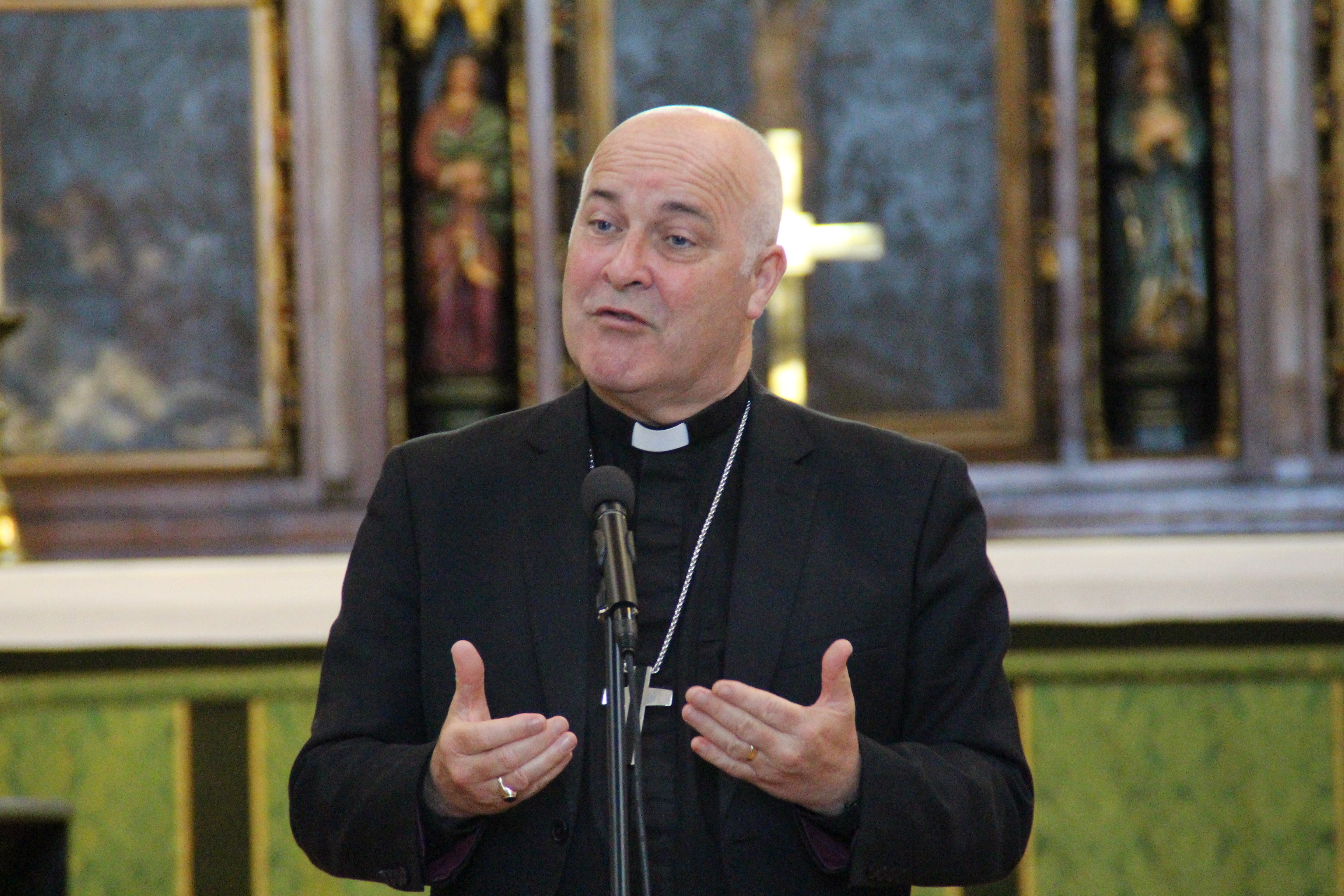
Erzbischof Stephen Cottrell (2022)

Stephen Geoffrey Cottrell (* 31. August 1958 in Leigh-on-Sea, Essex, England) ist ein britischer Bischof der Church of England. Ab Oktober 2010 war er Bischof der Diözese Chelmsford in der Province of Canterbury. Am 17. Dezember 2019 wurde er zum 98. Erzbischof von York ernannt. Er hat sein Amt im Juni 2020 angetreten.

## Leben
Nach seinem Studium am Polytechnic of Central London und am Seminar St Stephen’s House in Oxford wurde er 1985 ordiniert. Seine kirchliche Karriere begann er als Kurat im Londoner Stadtteil Forest Hill und an einer Kirche in Chichester. Unmittelbar vor seiner Ernennung zum Bischof war er Kanoniker der Kathedrale von Peterborough.
Am 6. Januar 2004 wurde seine Ernennung zum Bischof von Reading, einem Suffraganbischof in der Diözese Oxford bekannt, nachdem sein Vorgänger Jeffrey John, ein bekennender LGBT-Aktivist, seine Nomination zurückgezogen hatte. Am 4. Mai 2004 empfing er die Bischofsweihe, die durch ein Letters Patent bestätigt wurde. Nach seiner Ernennung zum Bischof von Chelmsford in der Province of Canterbury am 22. März 2010 wurde er am 6. Oktober 2010 in die Diözese Chelmsford überwiesen und am 27. November 2010 in der Kathedrale von Chelmsford in sein Amt eingesetzt. Am 10. Februar 2014 wurde er in seiner Funktion als Bischof von Chelmsford als geistlicher Lord Mitglied des House of Lords. Am 25. März 2014 wurde er, mit Unterstützung von Peter Robert Forster, dem Bischof von Chester, und Tim Stevens, dem Bischof von Leicester, offiziell ins House of Lords eingeführt.
Cottrell ist Mitglied der Bewegung Affirming Catholicism, die den Katholizismus innerhalb der Anglikanischen Kirche verteidigt und eine Kampagne zur Frauenordination unterstützt. Er ist verheiratet und hat drei Kinder. Die Anrede des Vaterunser sehe er kritisch.

## Schriften
- Hit the Ground Kneeling: Seeing Leadership Differently (Church House Publishing, November 2008); ISBN 0-7151-4162-7
- The Things He Carried (SPCK Publishing, November 2008); ISBN 0-281-06080-0
- Do Nothing... Christmas is Coming: An Advent Calendar with a Difference (Church House Publishing, August 2008); ISBN 0-7151-4164-3
- Do Nothing to Change Your Life: Discovering What Happens When You Stop (Church House Publishing, Mai 2007); ISBN 0-7151-4118-X
- Abundance of the Heart: Catholic Evangelism for All Christians (Darton, Longman and Todd Ltd, Mai 2006); ISBN 0-232-52636-2
- I Thirst: The Cross - The Great Triumph of Love (Zondervan Publishing House, Januar 2004); ISBN 0-310-25069-2
- Praying through Life: How to Pray in the Home, at Work and in the Family (Church House Publishing; 2. Auflage, November 2003); ISBN 0-7151-4010-8
- On This Rock: Bible Foundations for Christian Living (The Bible Reading Fellowship, Januar 2003); ISBN 1-84101-238-6
- Travelling Well: A Companion Guide to the Christian Faith (Church House Publishing, Juni 2000); ISBN 0-7151-4935-0
- Catholic Evangelism (Affirming Catholicism) (Darton, Longman and Todd Ltd, März 1998); ISBN 0-232-52271-5
- Sacrament, Wholeness and Evangelism: A Catholic Approach (Grove Books Ltd, Februar 1996); ISBN 1-85174-309-X